# Franz Xaver Eberle
Franz Xaver Eberle (* 4. Juli 1874 in Augsburg; † 19. November 1951 ebenda) war ein deutscher katholischer Geistlicher und Weihbischof im Bistum Augsburg. Er kooperierte im Nationalsozialismus mit der Geheimen Staatspolizei.

## Werdegang
Franz Eberle war ein Sohn des Buchbindermeisters Alois E. Eberle und dessen Frau Franziska, geb. Schuster. Er studierte katholische Theologie an der Ludwig-Maximilians-Universität München und besuchte das Herzogliche Georgianum als Priesterseminar. Am 18. Juli 1897 wurde er für das Bistum Augsburg zum Priester geweiht. Im Anschluss wurde er Kaplan in Neu-Ulm und  Neuburg an der Donau.
Von 1907 bis 1912 war Eberle Kanoniker des Stiftkapitels an der Theatinerkirche in München. 1910 promovierte er zum Doktor der Staatswissenschaften (Dr. oec. publ.), 1912 zum Doktor der Theologie (Dr. theol.) und wurde außerordentlicher Professor für Moraltheologie an der Universität Passau.
Im Zuge des Ersten Weltkriegs war Eberle ab 1914 in der Militärseelsorge tätig.  So war er Feldgeistlicher beim I. Bayerischen Reserve-Korps und 1915 Feldsorge-Referent bei der Inspektion der 6. Armee sowie Kommandanturpfarrer bei der 6. mobilen Kommandantur des 14. Armeeoberkommandos. 1916 wurde er in das Augsburger Domkapitel  aufgenommen und 1927 zum Generalvikar ernannt. 1930 folgte seine Ernennung zum Bistumsverweser der Diözese Augsburg.
Am 2. Juni 1934 wurde Eberle durch Papst Pius XI. zum  Titularbischof von Zaliche und Weihbischof im Bistum Augsburg ernannt. Die Bischofsweihe empfing er durch den Augsburger Diözesanbischof Joseph Kumpfmüller. Mitkonsekratoren waren Johann Baptist Schauer, Weihbischof in München und Freising sowie der Rottenburger Weihbischof Franz Josef Fischer.
Eberle veröffentlichte Schriften zu moraltheologischen, homiletischen und volkswirtschaftlichen Themen, unter anderem „Arbeitsmotive im Lichte der christlichen Ethik“ (1912) und „Katholische Wirtschaftsmoral“ (1921).

## Rolle Eberles im Dritten Reich
Eberle stand dem Nationalsozialismus positiv gegenüber und gilt auch als Informant der Geheimen Staatspolizei. Er traf sich im Dezember 1937 und im März 1938 zweimal persönlich mit Hitler. In einem Brief an Hitler im März 1938 schrieb er:

„Ich liebe mein Vaterland glühend und stelle mich meinem Führer jederzeit zur Verfügung. Es ist mir eine herzliche Freude, daß es mir am 6. Dezember 1937 vergönnt war, Aug’ in Aug’ mit dem Mann zu stehen, dem das größer gewordene Deutschland so viel verdankt. Nehmen Sie, mein Führer, die Versicherung meiner größten Verehrung, in der ich mich nenne Herrn Reichskanzler ergebenster Dr. Franz Xaver Eberle, Weihbischof von Augsburg.“

Anlässlich der bevorstehenden Volksabstimmung vom April 1938 zum Anschluss Österreichs äußerte sich Eberle:

„Wann könnten die Bischöfe leichter und freudiger zu einem ,Ja‘ einladen, als wo es sich um eine vaterländische Tat größten Formats handelt, um unser größer gewordenes Deutschland.“